# Dawuan Timur
Dawuan Timur is een bestuurslaag in het regentschap Karawang van de provincie West-Java, Indonesië. Dawuan Timur telt 13.120 inwoners (volkstelling 2010).